# L'Enfant malade
L'Enfant malade (Det syke barn) est une série de six peintures et d'autres dessins et lithographies réalisée par Edvard Munch entre 1885 et 1926.
Cette série d'œuvres représente sa sœur Johanne Sophie (1862-1877) morte de tuberculose. Trois des six peintures sont conservées à Oslo, celles de 1885-1886, de 1925 et de 1927, les autres sont exposées à Göteborg pour la version de 1896, à Stockholm pour une version de 1907 et à Londres pour une autre version de 1907.

## Description
Dans un fauteuil est assise une jeune fille rousse, dont le bas du corps est recouvert d'une couverture, tandis que le buste est adossé sur un coussin blanc. Son regard est dirigé vers une femme dont la tête est penchée vers elle en lui tenant la main. La surface de la toile présente des traits griffés par le manche du pinceau.

## Influences artistiques et biographiques
Le thème d'un enfant malade adossé à un coussin blanc était populaire à l'époque de la gestation des tableaux de Munch à tel point que lui-même l'a qualifié de « temps du coussin » dans une lettre de 1933. On peut citer  Jeune Fille malade de Christian Krohg (1880-1881), ou La Mère au chevet de son enfant malade (1884) ou encore L'Enfant mourant (1882) de Hans Heyerdahl, deux compatriotes qui ont influencé les premiers travaux de Munch.
D'autres artistes ont utilisé ce thème en dehors de la Norvège, comme Ernst Josephson, dans le tableau Convalescence (1881) et Michael Ancher, dans  La Jeune Fille malade (1882). Munch affirmait dans sa lettre que, contrairement à lui, aucun artiste « n'avait vécu cette situation jusqu'au dernier cri de douleur ».
La mère de Munch est décédée de la tuberculose à l'âge de 33 ans, alors qu'il avait cinq ans. En 1877, Sophie, la sœur ainée de Munch, est morte de la même maladie à l'âge de 15 ans. L'enfance et l'adolescence de Munch lui-même, souvent malade, ont été dominées par la peur de la mort. Il l'a exprimé ainsi plus tard : « Dans la maison familiale nichaient la maladie et la mort. Je n'ai jamais surmonté ce malheur qui a été déterminant pour mon art. » Dans ce même fauteuil où la jeune fille est représentée sur le tableau, « s'étaient assis les membres de la famille, hiver après hiver, se penchant vers le soleil avant que la mort ne les enlève ».
Pour Uwe M. Schneede, L'Enfant malade traite aussi bien la mort de la sœur que la propre peur de la mort de Munch.

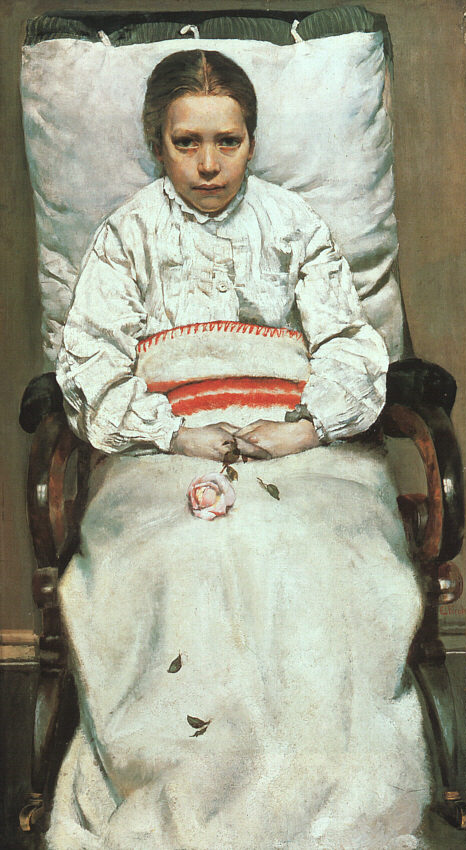
Christian Krohg, Jeune Femme malade (1880-1881), Galerie nationale d'Oslo.
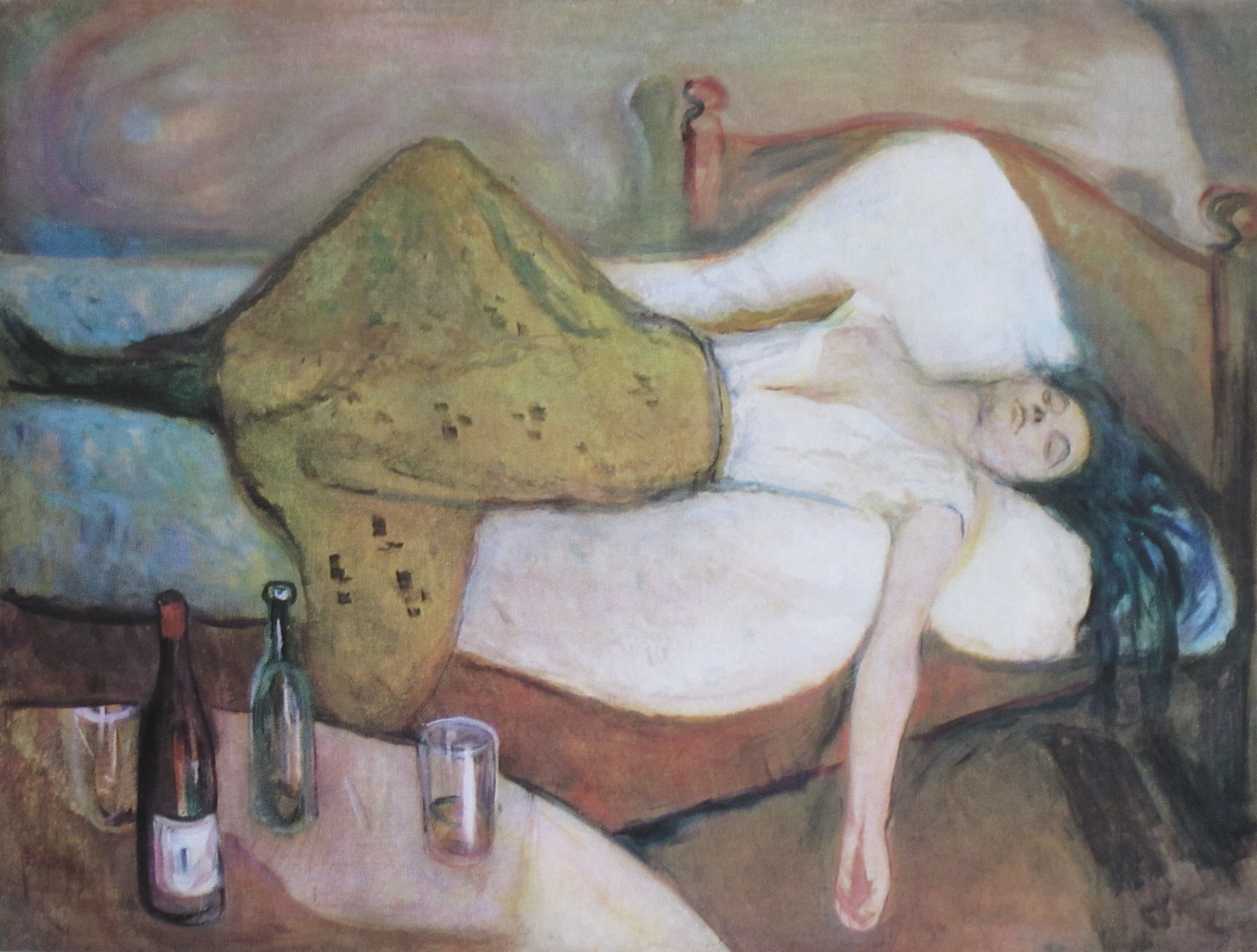
Edvard Munch, Le Jour d'après (1894-1895), Galerie nationale d'Oslo.
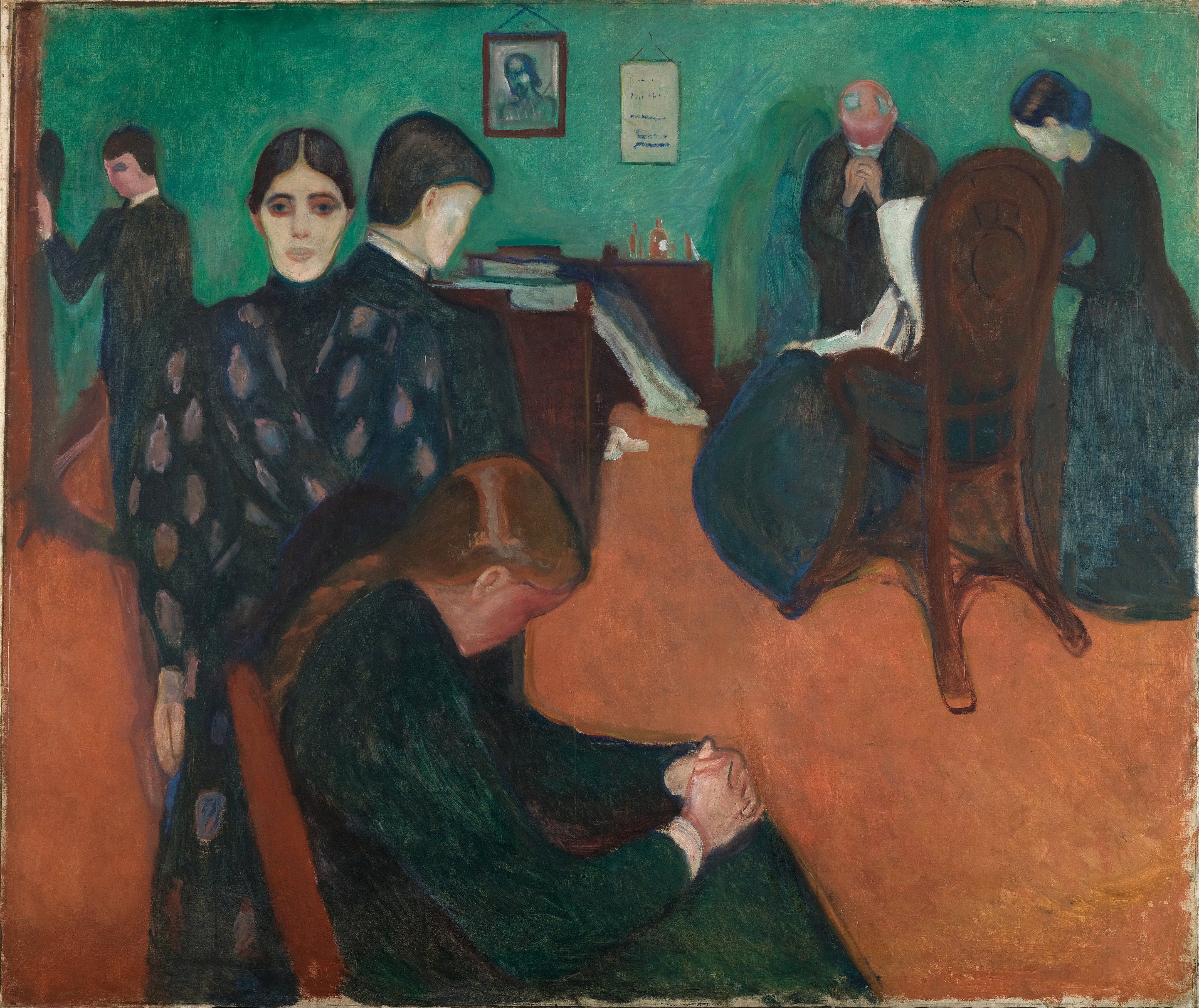
Edvard Munch, Tod im Krankenzimmer (1893), musée Munch, Oslo.
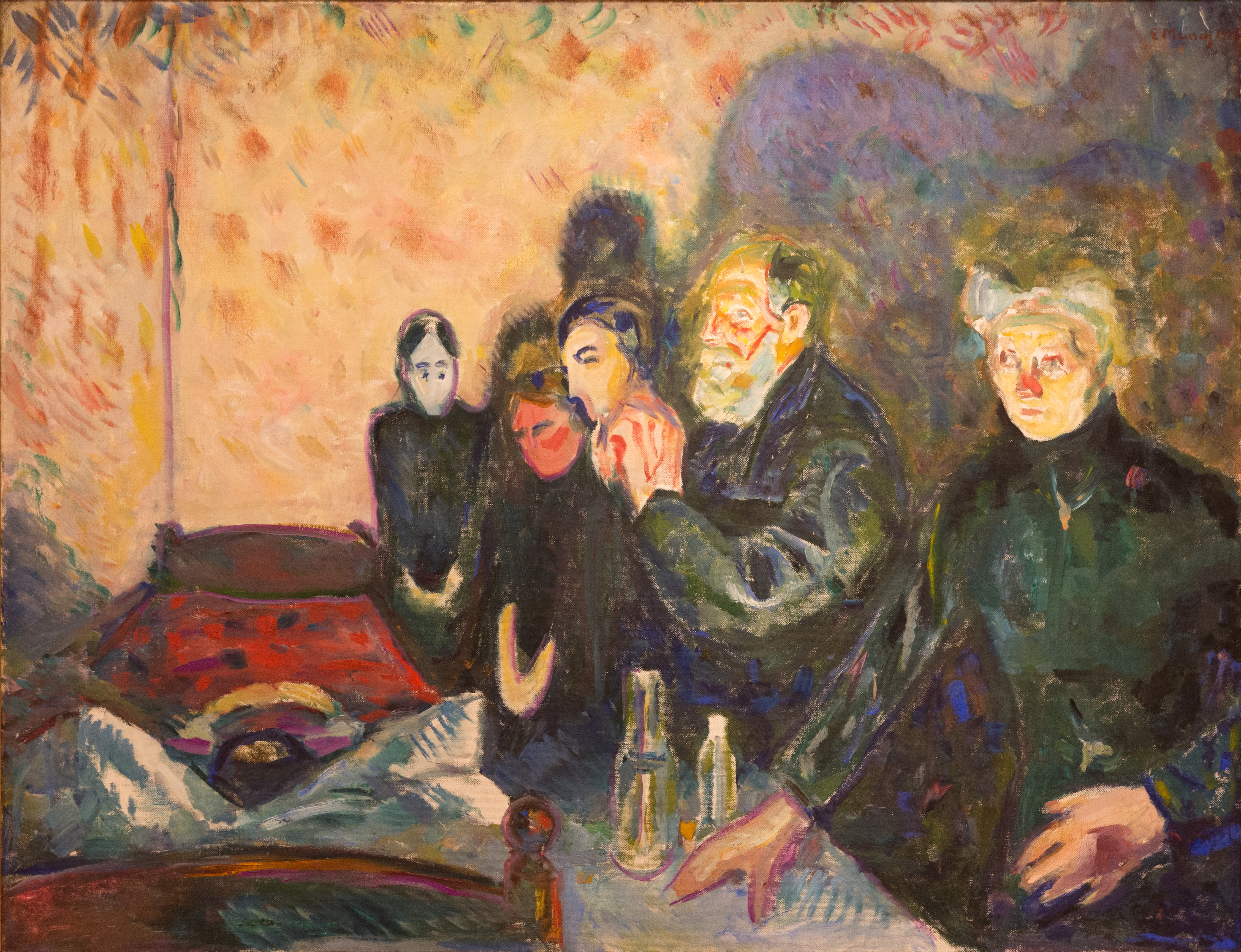
Edvard Munch, Combat pour la vie (1915), Statens Museum for Kunst, Copenhague.
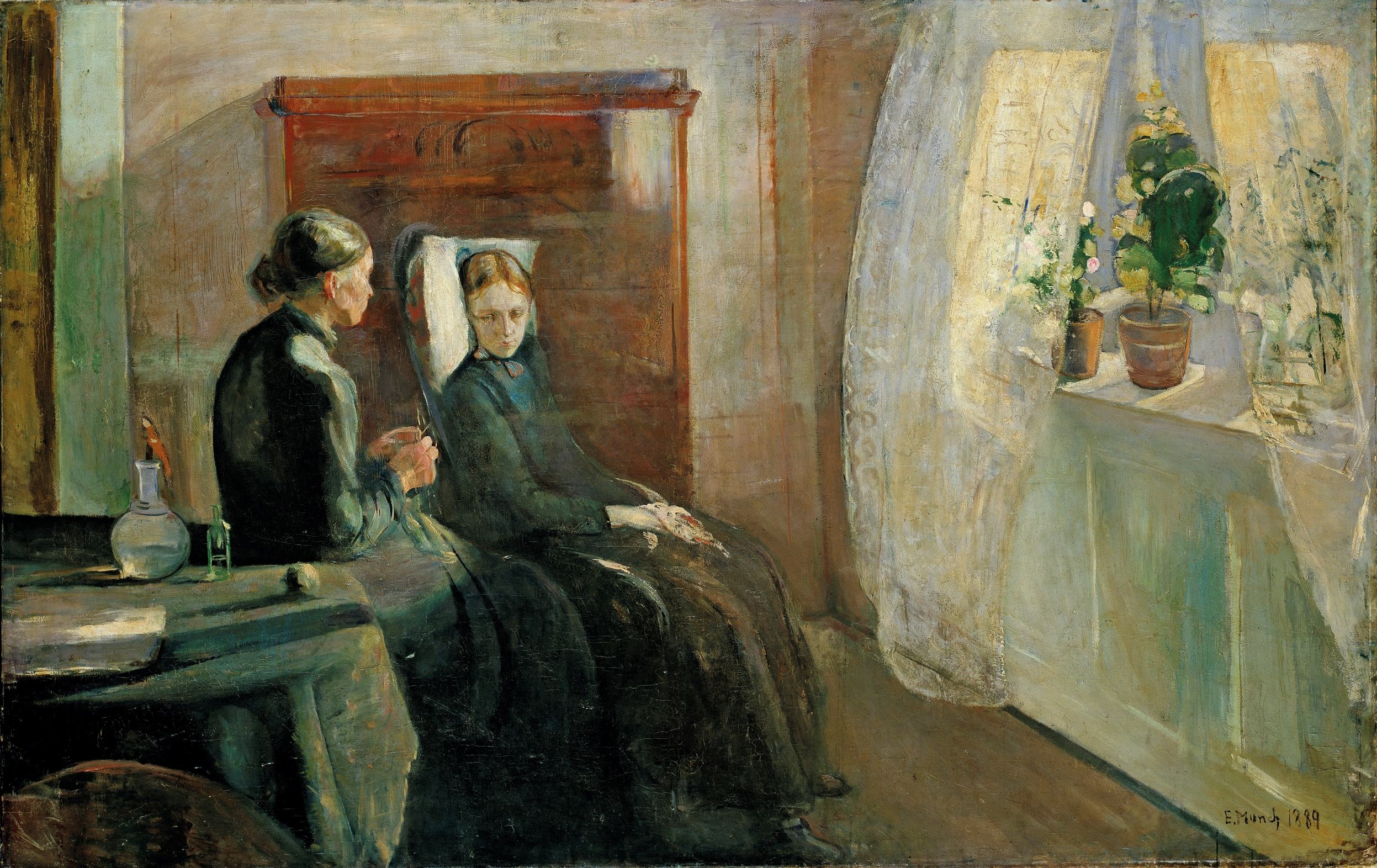
Edvard Munch, Printemps (1889), Galerie nationale d'Oslo.